# Kolja Kleeberg

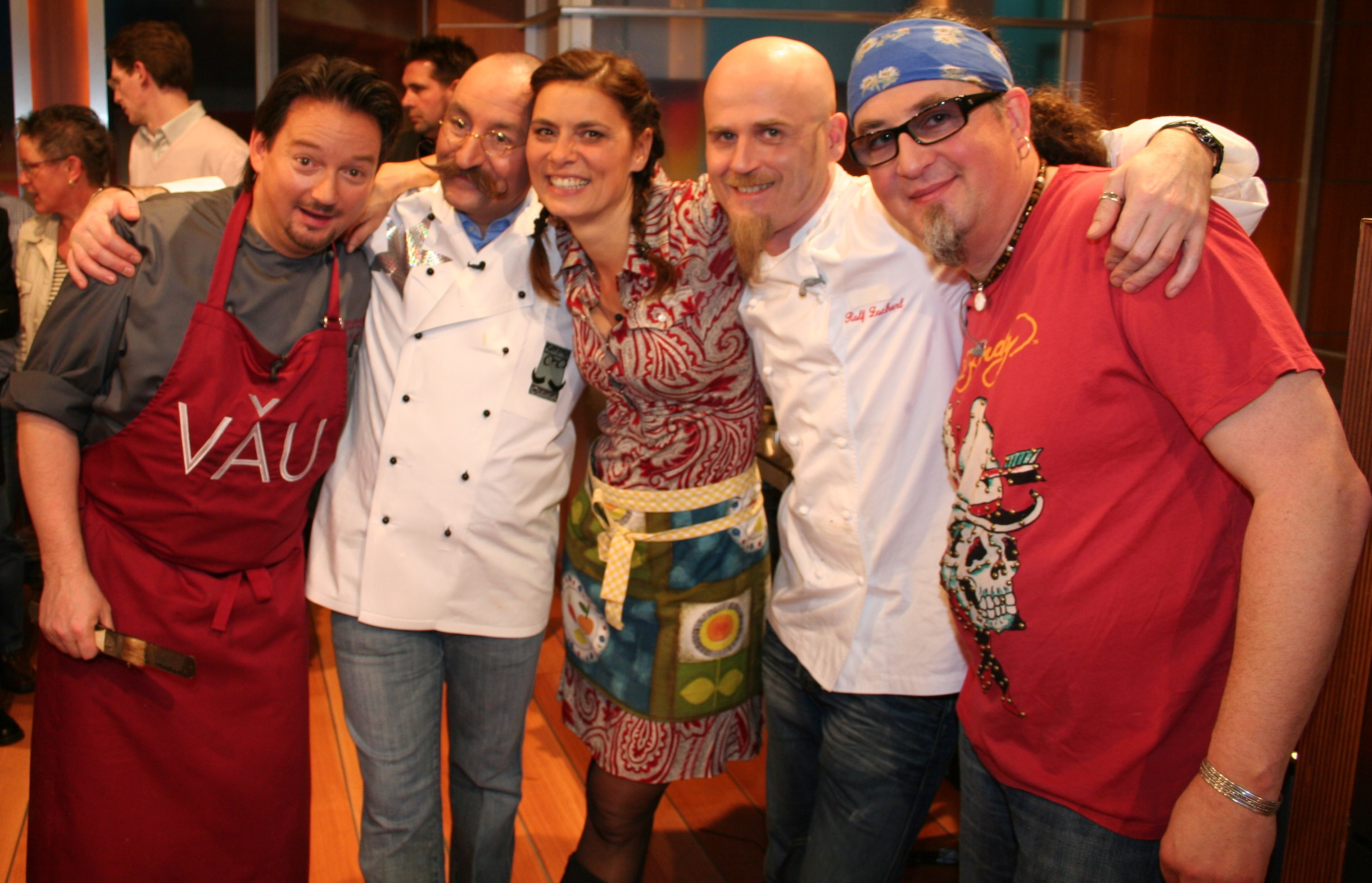
Kolja Kleeberg (links), daneben Horst Lichter, Sarah Wiener, Ralf Zacherl, Stefan Marquard, 2007

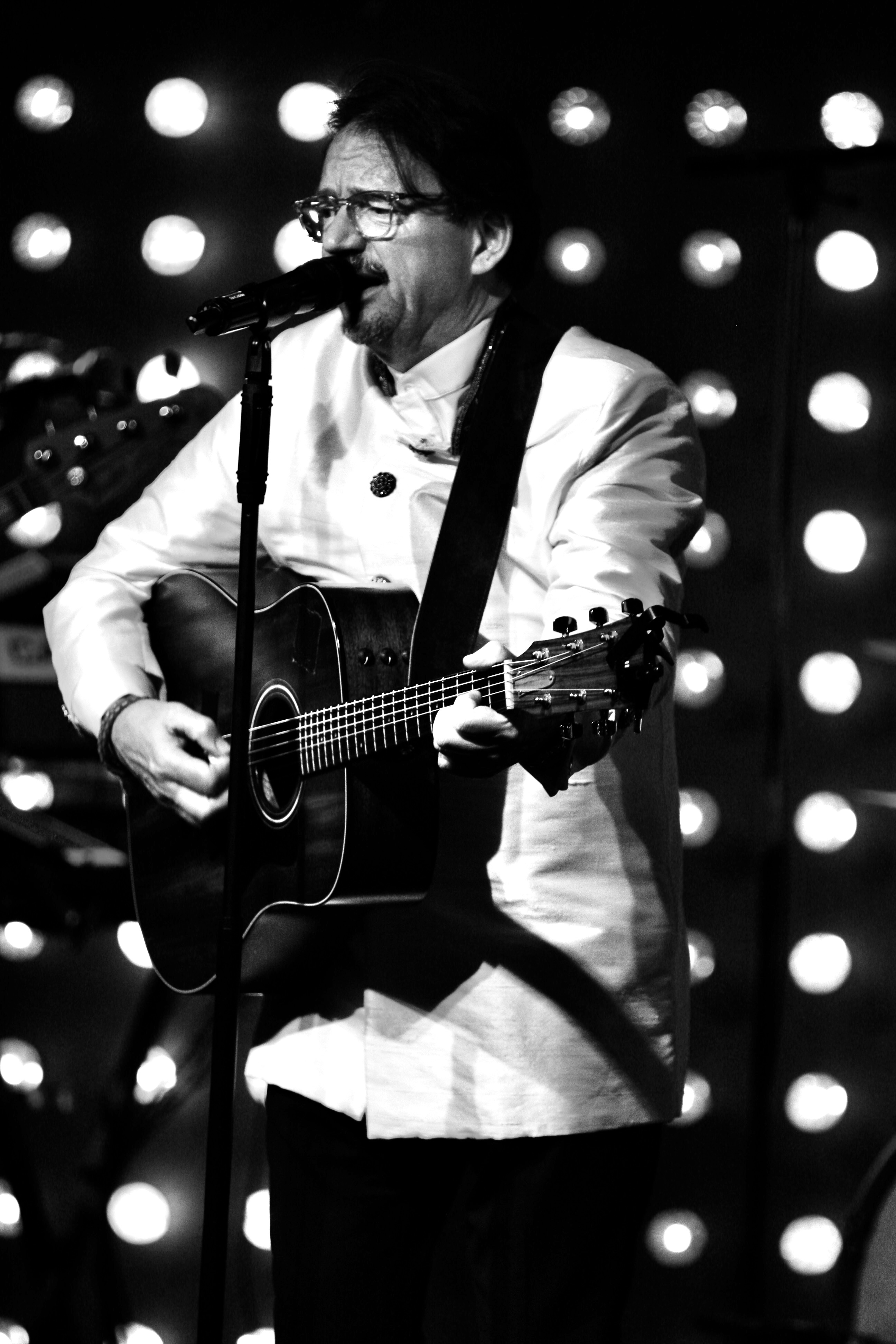
Kolja Kleeberg 2022 bei Cornelia Polettos Dinnershow Palazzo

Kolja Kleeberg (* 12. Mai 1964 in Köln; bürgerlich Gerhard Nikolaus Kleeberg) ist ein deutscher Koch und Fernsehkoch.

## Leben und Werdegang
Kleeberg, Sohn eines Juristen und einer Lehrerin, nahm nach dem Abitur 1983 zunächst Schauspiel- und Gesangsunterricht und war beim Stadttheater Koblenz als Regieassistent, Inspizient und Nebendarsteller tätig. Bereits sein Vater nannte ihn „Kolja“, eine alte russische Abkürzung von Nikolaj (Nikolaus). Auf Empfehlung eines Freundes wurde er Koch und absolvierte zwischen 1986 und 1989 eine Ausbildung im Restaurant Le Marron in Bonn, das einen Stern im Guide Michelin hatte. Nach der Gesellenprüfung war er unter anderem bei Eduard Hitzberger tätig, bis er sich mit Partnern erstmals im Jahr 1993 im Raum Berlin mit den Lokalen Gut Sarnow und Am Karlsbad selbstständig machte.

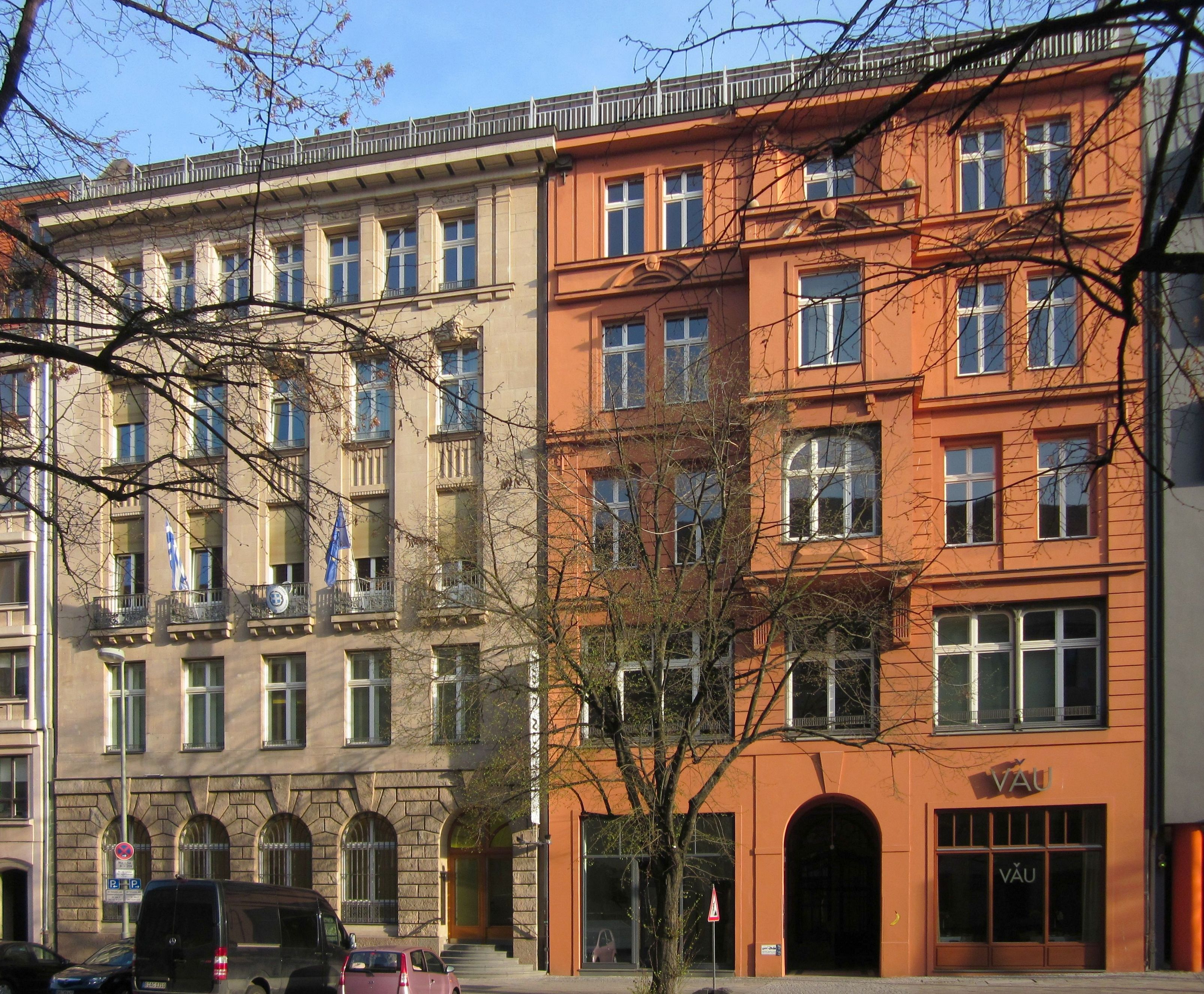
Das Haus Jägerstraße 54/55 in Berlin, 2011 als Standort des VAU

Im Jahr 1996 machte ihn Josef Viehhauser zum Küchenchef im Restaurant Vau in Berlin, das im Februar 1997 eröffnet wurde. Er war zunächst angestellt, in Sommer 2002 übernahm er das Lokal als Inhaber.
Mitarbeiter eines Fernsehsenders, die im Vau wiederholt zu Gast waren, verschafften ihm ein erstes Engagement als Fernsehkoch. Bekannt wurde er durch seine Auftritte in Kochshows, zum Beispiel Leas KochLUST mit Léa Linster im Saarländischen Rundfunk, Kerner kocht bzw. Lanz kocht! und der Küchenschlacht im ZDF sowie in der Sendung Kocharena auf dem Privatsender VOX. Außerdem sah man ihn jahrelang beim Sat.1-Frühstücksfernsehen mit K3 – Kolja Kleeberg kocht.
Im September 2016 schloss Kleeberg infolge Insolvenz das VAU und teilte mit, er plane einen Neuanfang an anderer Stelle. Im Januar 2017 nahm er an dem Sängerwettstreit It Takes 2 (RTL) teil. Vom 15. Oktober 2017 bis 2019 moderierte er sonntags Vormittag Die Kolja Kleeberg Show auf rbb 88.8.

## Privates
Kolja Kleeberg hat drei Kinder aus erster Ehe.

## Auszeichnungen
- 1997–2016: 1 Stern im Guide Michelin
- 16 Punkte im Gault Millau[4]

## Mitgliedschaften
Kleeberg ist ehemaliges Mitglied der Köchevereinigung der Jungen Wilden, einer Initiative von Otto Koch.

## Filmografie (Auswahl)
- 2010: Hanna – Folge deinem Herzen, Nebenrolle als Gast des „Fischerkruges“ in der Folge vom 12. Mai 2010
- 2013: Notruf Hafenkante, Folge: Versuchungen (14. März 2013)
- 2017: Schloss Einstein, Folge 891